# Општина Шербанешти (Олт)
Шербанешти (рум. Şerbăneşti) општина је у Румунији у округу Олт.
Oпштина се налази на надморској висини од 144 m.